# Мао (місто)
Мао́ (кат. Maó, вимовляється літературною каталанською [ma'o], за старою орфографією — Mahó, ісп. Маон, Mahón) — місто, розташоване на острові Менорка, Балеарські острови, в Іспанії. Столиця острова Менорка.
Єдиною офіційною мовою муніципалітету є каталанська мова.
21 липня 2006 р. острівною радою ухвалено рішення про те, що каталаномовна версія назви міста буде його єдиною офіційною назвою.

## Історія
За деякими відомостями засновником міста був карфагенський військовик Магон Барка, який перебував на острові деякий час. В усякому разі він існував вже у III ст. до н. е. Це поселення було переважно заселене карфагенянами та частково балеарами. За імператорів Веспасіана або Доміціана поселення отримала право римського муніципія. В 1535 році місто було захоплене і жорстоко пограбовано берберськими піратами на чолі з Хайр ад-Діном Барбароссою. В 1708 році було захоплено англійцями. В 1756 році фортеця Мао була узята французьким маршалом Арманом дю Плессі де Рішельє. За однієї з версій, під час спроби англійців в наступному році взяти захоплене французами місто в облогу, було винайдено рецепт соусу майонез, назва якого походить від назви міста Мао.